# Le Crime de David Levinstein
Pour plus de détails, voir Fiche technique et Distribution.
Le Crime de David Levinstein est un film français réalisé par André Charpak et sorti en 1968.

## Synopsis
David Levinstein, un jeune garçon dont les parents ont été arrêtés et tués par les nazis, est recueilli par le directeur de son école. Cependant, un instituteur le dénonce à la Gestapo, et il est envoyé à Auschwitz. Libéré en 1945, il finit par retrouver l'instituteur qui l'avait dénoncé.

## Fiche technique
- Titre italien : Vivere per uccidere
- Titre anglais : The Crime of David Levinstein
- Réalisation : André Charpak
- Scénario : André Charpak
- Photographie : Georges Barsky
- Musique : Serge Lancen
- Sociétés de production : Théâtre de France, 	Jeune Cinéma, Stephan Films (Paris)
- Tournage : du 21 août 1967 au 24 septembre 1967
- Genre : Drame
- Durée : 90 minutes
- Date de sortie : 
  - France - 24 avril 1968

## Distribution
- André Charpak : David Levinstein, un homme victime des nazis qui, quinze ans après sa libération d'Auschwitz, songe à la vengeance
- Marc Cassot : l'inspecteur Lannes
- Bérengère Dautun : Jacky Levinstein, la femme qu'aime David et qu'il épouse
- Marc de Georgi : l'inspecteur Marc
- Marc Johannes : Simon
- Henri Jouf: Hermann
- Marius Laurey : Donnadieu
- Rudy Lenoir
- Hans Meyer : Schrank, un ancien officier SS qui a donné l'ordre d'assassiner les parents de David
- Daniel Moosmann
- Jean-Marc Piuro David Levinstein jeune
- Jean Sagols : Jacques Levinstein, le jeune frère de David, qui n'a pas l'esprit de vengeance
- Claude Vernier : Ernst
- Geymond Vital : le grand-père
- Jean-Pierre Zola
- Tony Roedel
- Nicole Desailly
- Danielle Durou
- Pierre Leproux
- Michel Wahl